# Thorius omiltemi
Thorius omiltemi es una especie de salamandras en la familia Plethodontidae endémica de México.
Su hábitat natural son los montanos húmedos tropicales o subtropicales. Está amenazada de extinción debido a la destrucción de su hábitat .